# Hernán Elizondo Arce
Hernán Elizondo Arce (Santo Domingo de Heredia, 28 de octubre de 1921 - Esparza, 22 de marzo de  2012) fue un novelista y poeta costarricense.

## Biografía
Elizondo Arce, nació, de acuerdo con su registro oficial, en 1920. Pero su madre afirmaba que había nacido un año después en 1921. Su padre era Leonardo Elizondo Bolaños de Heredia, un militar y miembro del primer equipo de polo de Costa Rica, y su esposa Maclovia Arce Vargas de Orotina. Cuando tenía seis años, su familia se trasladó
a Tilarán, Provincia de Guanacaste, donde fue al colegio. Después de acabar sus estudios, trabajó como profesor rural y como secretario municipal. Dejó Tilarán por San José donde trabajó en el Banco Nacional, yendo a la Universidad por las noches y comenzando a publicar poemas en El Diario de Costa Rica. Volvió a Tilarán para cuidar de sus padres y volvió a trabajar como secretario del Instituto donde acabaría sus estudios. Posteriormente, hizo un curso universitario por correspondencia en organización administrativa, y en 1967 fue trasladado a Esparta donde se desempeñó como subdirector de la escuela secundaria. Estudió en el Centro Internacional de Enseñanza y ahí obtuvo el título de Contabilidad y Secretariado. Anteriormente se había casado con Arracelly Vargas y con ella tuvo ocho hijos.

## Carrera literaria
Cuando era joven, Elizondo comenzó escribiendo poesía sobre su ciudad Tilarán, animado por su profesor, el español Domingo Flaqué. En 1945, cuando tenía 24 años, publicó Alma, Dolar y Paisaje, un libro de poemas sobre la vida rural. El libro contenía el prólogo de Pepe Figueres que reconocía el talento del joven poeta. Su segundo libro de poesía, Alma Criolla, apareció en 1953 e incluía el poema "Patria Mia" que ganó el Premio Internacional de los Juegos Florales.
Su novela más conocida fue Memorias de un Pobre Diablo, que tuvo 18 ediciones, fue traducida al alemán y al inglés y ganó diferentes premios como el de los Juegos Florales de 1963 y el Premio Aquileo Echeverría de Novela de 1964. La novela explora la Guanacaste rural con todos sus problemas económicos, políticos y sociales.
A esa le siguieron otras obras como La Ciudad y la Sombra, La Calle, el Jinete y Yo, Muerto al Amanecer, Adiós, Prestiño, De Este Lado de la Eternidad y Capitán, Mi Capitán, la historia de la guerra de Costa Rica de 1948. También fue autor de La Ventana, una colección de historias públicas en el diario Excelsio y El Santo, el Niño y el Mar, una historia sobre la vida de Fray Casiano de Madrid.